# Harald Fryklöf
Harald Leonard Fryklöf, född 14 september 1882 i Uppsala, död 11 mars 1919 på Ersta sjukhus av spanska sjukan, svensk tonsättare och organist.

## Biografi
Fryklöf föddes av kronolänsmannen Fredrik Fryklöf (1844–1927) och hans hustru Selma Charlotta Lind (1854–1886). Hans mamma dör när han bara är 3 år gammal.
Fryklöf var lärare vid Musikkonservatoriet och organist vid Storkyrkan i Stockholm. Hans tonsättningar (kammarmusik, orkester-, kör-, piano- och orgelverk samt solosånger) vittnar om stort kunnande, en viss egenart och djup ingivelse och lovade mycket för framtiden. I sina kammarmusikverk anknöt han till Emil Sjögrens stil. Tillsammans med Oscar Sandberg redigerade han körsamlingen Musica sacra (1915).
Harald Fryklöf ligger begravd på Uppsala gamla kyrkogård.

## Verklista

### Orkesterverk
- Allegretto i E-dur för stråkorkester
- Konsert-Ouverture op 1.

### Orkesterverk med sång
- Två sånger op 4 
  - Jag önskar...
  - o Långt fjärran...

### Körverk
- Afton
- O, sköna land (1900)
- Påsksång (svensk psalmen 104)
- Saliga äro de döde;
- Funf geistliche Lieder
- O Guds lamm (1912; även i Folkkörboken, utg E Åkerberg, D 1, Sthlm 1923),
- Pingstsång (1914),
- Lovsång (sv ps 29, 1914),
- En stjärna gick (sv ps 67),
- Du bar ditt kors (sv ps 89),
- Påsksång (sv ps 108, 1914),
- Det gamla år framgånget är (sv ps 411),
- Davids Psalm 51

#### Damkör
- Och inte vill jag sörja. — Baryton, 4-st bl kör o orgel: Gräset torkar bort (1917). —
- Han på korset

### Sång och piano
- Sång och piano: Op 2, To Digte af Thor Lange
- Sånger för en röst med piano, h 1—2, Khvn & Leipzig [1913] (härav 2 sånger tr i Svensk sånglyrik, bd 1, Sthlm 1951);
- I dag vill jag tacka dig (1913), Sthlm 1933.
- Bergtagen (1902)
- Beväringar (1901)
- Den långa dagen (1903)
- En nyårs-låt (1900/14)
- For Maanen drive (1913)
- Gillevisa; Haf och himmel (1903)
- I ungdomen
- Jag satt vid en enslig
- Jag önskar att allt som en gång (1908)
- Långt fjärran där vågorna (1910).
- Helig.. . [14 tonsättn till liturgiska texter] (Missale för svenska kyrkan, 2. uppl, Sthlm 1918).

### Pianoverk
- 8 mindre pianostycken
  - En visa om våren
  - Ung mor
  - Den första svalan
  - En blomstervisa
  - Murgröna
  - Strömkarlen
  - Den gamla logen
  - Bäcken
- Fuga i c#-moll (1910)
- Impromptu
- Allegretto
- Andante semplice
- Andante sostenuto
- Etude i F-dur
- I gröngräset, hambo
- Sommarvindar (1915/18)
- Sonat i e-moll
- Vals i D-dur

## Orgelverk
- Fuge, op 3
- Doppel-Canon
- Andante funébre
- Entrata
- Symfoniskt stycke (Stockholm 1926)
- Passacaglia
- Impromptu festivo
- Preludium till koralen 198 (1912)
- Preludium till koralen 424 (1912)

## Violin och piano
- Sonata a la legenda (1918)

Sonat [h, 1 sats] (1913). 

## Övrigt
- Harmonisering av koraler i dur och moll jämte kyrkotonarterna
- Ytterligare smärre komp, i huvudsak kontrapunktiska, åtskilliga kompositionsfragment och skisser (till sånger och troligen till violinsonaten i h), en stor del av musiken till ovan nämnda historiska gudstjänster, smärre andra liturgiska tonsättningar, div. material från studietiden samt »Kontrapunktstudier», påbörjat arbete, möjligen avsett för undervisning i kontrapunkt.